# Rudolf Spolders
Rudolf Spolders (* 21. Februar 1898 in Duisburg; † 25. Februar 1974 in Detmold) war ein deutscher Manager in der Energiewirtschaft.

## Leben
Rudolf Spolders studierte an der Technischen Hochschule zu Berlin und der Rheinisch-Westfälischen Technischen Hochschule Aachen, wo er auch mit der Arbeit Die Steigerung der Leistung eines Versuchsschachtofens durch Zusatz von Kohlensäure und/oder Wasserdampf und Sauerstoff zum Blaswind. zum Dr.-Ing. promoviert wurde.
Von 1923 bis 1942 war er bei den Wanheimer Eisenwerken tätig, anschließend Direktor und Vorstandsmitglied bei der Deutschen Eisenwerke AG. 1950 wurde er Technikvorstand bei Ruhrstahl AG, später Vorstandsmitglied bei Rheinstahl Hüttenwerke AG. Ab 1957 engagierte er sich für die Kerntechnik im Frankfurter Battelle-Institut.
1953 war er einer der ersten Mitglieder des ersten Stromausschusses der Gesellschaft für Stromwirtschaft eG (GfSt). 1957 wurde er Beiratsmitglied der VDI-Hauptgruppe Technikgeschichte. 1957 wurde er Vorsitzender des Vereins Deutscher Giessereifachleute. Er war bis 1960 Beiratsmitglied bei der Ruhrstahl AG.
Am 21. November 1957 erfolgte die Ernennung zum Honorarprofessor für Technologie des Gießereiwesens in der Fakultät für Bergbau und Hüttenwesen an der RWTH Aachen. Von 1966 bis 1974 war er Vorsitzender des Freundeskreises des Instituts für Schweißtechnik der Technischen Hochschule Aachen e.V. Spolders hielt einige Patente.
1953 wurde er von Kardinal-Großmeister Nicola Kardinal Canali zum Ritter des Ritterordens vom Heiligen Grab zu Jerusalem ernannt und am 8. Dezember 1953 in Kölner Dom durch Lorenz Jaeger, Großprior der deutschen Statthalterei, investiert.

## Ehrungen
- Preis des Vereins Deutscher Eisengiessereien (1924)
- Adolf-Ledebur-Denkmünze des Verein Deutscher Giessereifachleute e.V. (1968)
- Ehrenbürgerwürde der Stadt Duisburg (6. März 1952)
- Ehrenbürger TH Aachen (1952)
- Großes Verdienstkreuz des Verdienstordens der Bundesrepublik Deutschland (1964)
- Aufnahme in die Görres-Gesellschaft

## Schriften
- Die Steigerung der Leistung eines Versuchsschachtofens durch Zusatz von Kohlensäure und/oder Wasserdampf und Sauerstoff zum Blaswind., 1961
- Anwendung der Vakuumbehandlung bei der Stahlerzeugung, 1964
- Vakuum-Metallurgie auf dem Gebiet der Nichteisen-Metalle, Westdeutscher Verlag 1964 zusammen mit Helmut Winterhager